# Begoña García-Zapirain
Begoña García-Zapirain (Sant Sebastià 1970), és una reconeguda Enginyera de Telecomunicacions per la Universitat del País Basc i doctora en Ciències de la Computació i Intel·ligència Artificial per la de Deusto; especialitzada en la innovació i desenvolupament de noves tecnologies aplicades a la millora de la salut, utilitzant les noves tecnologies per millorar la qualitat de vida de les persones millorant els tractaments i monitoratge, en malalties i en problemes associats a la discapacitat.

## Trajectòria
Begoña García-Zaiparin és Enginyera de Telecomunicacions per la Universitat del País Basc, en la qual es va llicenciar el 1994 i va doctorar en Ciències de la Computació i Intel·ligència Artificial per la de Deusto l'any 2004.
Entre els anys 2002-2008 va dirigir el Departament de Telecomunicacions de la Universitat de Deusto i des de 2011 és professora titular en aquesta Universitat.
L'any 2001 va crear el grup de recerca e-Vida, el qual va rebre el premi ONCE Euskadi Solidari 2007 i que és reconegut en la European Network of Living Labs (ENoLL) i a la xarxa d'espais socials d'innovació.
Dels seus projectes pot destacar-se:
- ESOTEK-1, consistent en un programari destinat a ajudar en els processos de rehabilitació del parla en persones que han sofert un càncer de laringe;[1][4][5]
- Kineage que se centra en la rehabilitació física i cognitiva de persones majors a través d'un joc en 3D amb sensor Kinect;[1]
- tècniques de postprocesado de senyals fMRI per comprendre el comportament cerebral dels nens amb dislèxia o pacients amb migranya en col·laboració amb Osatek i l'Hospital de Galdakano;[1]
- disseny i desenvolupament d'un algorisme de detecció del melanoma a través del reconeixement d'estructures dermatoscópicas, realitzat en col·laboració amb les empreses IMQ, Gaia i Maser.[1]

L'any 2015 va obtenir un accèssit del Premi DonaTIC en la categoria acadèmica/investigadora per la seva feina en el desenvolupament de noves tecnologies aplicades a la millora de la salut i la qualitat de vida. L'any 2016 va rebre, el 12 de març, a Segòvia, dins dels actes de les ‘VI Trobades de Dones que transformen el món', organitzats per l'Ajuntament d'aquesta ciutat, el ‘Premi Dona i tecnologia-Fundació Orange’.